# 東方海外發展
東方海外發展（中國）有限公司（簡稱：東方海外發展）是一家中國地產發展商，由東方海外於1993年創立。東方海外發展旗下的地產發展項目分佈於上海、杭州和北京等城市，主要興建住宅物業。
2010年1月，東方海外以22億美元把東方海外發展的全部股權出售予地產發展商新加坡嘉德置地，包括7個分別位於上海、昆山及天津的房地產發展項目。交易完成後，東方海外會繼續持有其北京東方廣場7.9%權益，及美國紐約的華爾街廣場全部權益。

## 開發項目
- 上海東方曼哈頓、東方劍橋、東方巴黎、丹楓苑
- 杭州西湖花苑

## 外部連結
- 東方海外房產集團官方網址 （页面存档备份，存于）